# The Poet (film, 2007)
Pour les articles homonymes, voir The Poet.
The Poet (titre DVD : Opération Varsovie : Le Poète) est un film de guerre dramatique canadien réalisé par Damian Lee et sorti en 2007.

## Synopsis
À l'aube de la Seconde Guerre mondiale, tout oppose Rachel, fille d'un rabbin, et Oskar, espion allemand chargé de combattre la résistance polonaise. Pourtant ils tombent amoureux. Malheureusement, la guerre vient les séparer. Oskar suit alors les conseils de sa mère qui le pousse à résister à son père, le général Koenig, et à l'amour de celui-ci pour la guerre et sa patrie. Elle pousse Oskar à retrouver Rachel par n'importe quel moyen.

## Fiche technique
Sauf indication contraire, les informations mentionnées dans cette section peuvent être confirmées par la base de données cinématographiques IMDb,  présente dans la section « Liens externes ».
- Titre original : The Poet
- Réalisateur : Damian Lee
- Scénario : Jack Crystal
- Producteurs : Lowell Conn, Damian Lee, 
  - Producteurs exécutifs : Kim Coates, David Crystal, Jack Crystal, Zev Crystal, Gregg Goldstein, Julius R. Nasso, Simon Williams
- Musique : Zion Forest Lee, Steve Raiman
- Photographie : David Pelletier
- Montage : Joseph Weadick
- Casting : Louis DiGiaimo, Stephanie Gorin
- Décors : Oleg M. Savytski
- Costume : Ton Pascal
- Durée : 96 minutes
- Dates de sortie : 
  -  États-Unis : 21 juin 2007

## Distribution
- Jonathan Scarfe : Oscar Koenig
- Nina Dobrev : Rachel
- Zachary Bennett : Bernard
- Kim Coates : Général Koenig
- Daryl Hannah : Marlene Konig
- Colm Feore : Colonel Hass
- Mac Fyfe : Fredereick (comme Mak Fyfe)
- Sebastian Pigott : Peter
- Zion Forest Lee : Hans (comme Zion Lee)
- Lara Daans : Natasha
- Marco Tallarico : Igor
- Lubomir Mykytiuk : Sasha
- Daniel Matmor : Rabbi Taub
- Zev Crystal : Young Faber
- Melanie Merkosky : Olga
- Miriam McDonald : Willa
- Conrad Bergschneider : le premier officier allemand
- Stefan Crystal : le garçon paysan
- Louise Reynolds : Ruth
- Roy Scheider : Rabbi
- Jake Simons : un soldat (comme Jake Simmons)
- Devon Bostick : le premier garde
- John Watson : le deuxième garde
- Robin Ruel : Mrs. Rostig
- Maxwell Uretsky : Saul Rostig
- Daniela Crystal : Liev
- Anne Tager Page : Midwife (comme Ann Tager Page)
- Brian Frank : le partisan évadé
- Heidi von Palleske : Heidi Taub
- Jessica Horn : la première danseuse de cabaret
- Lindsey Frazier : la deuxième danseuse de cabaret
- Irek Muchalski : le voleur de chevaux
- Nikolai Tichtchenko : le musicien
- Sam Hershoran : Shaia the Bridgewalker
- Damien Lee : Cabaret MC
- Steve Raiman : Madame Wausau
- Scarlett Conn : le bébé (2 mois)
- Cyrus Smith : le bébé (9 mois)
- Callayna Bajer : la première fillette russe
- Cavanagh Matmor : la deuxième fillette russe
- Arcadia Kendal : la troisième fillette russe (comme Arcadia Lee)